# Liste des clochers-murs de l'Aude
Cet article recense les édifices religieux de l'Aude, en France, munis d'un clocher-mur.

## Liste
| Édifice                                 | Commune                 | Notes             | Coordonnées                      | Photo |
| --------------------------------------- | ----------------------- | ----------------- | -------------------------------- | ----- |
| Église de l'Assomption                  | Airoux                  |                   | 43° 21′ 49″ nord, 1° 51′ 58″ est |       |
| Église Saint-Pierre-et-Saint-Paul       | Ajac                    |                   | 43° 02′ 53″ nord, 2° 08′ 20″ est |       |
| Église Saint-Nicolas                    | Aunat                   |                   | 42° 47′ 41″ nord, 2° 05′ 39″ est |       |
| Église de l'Assomption-de-Notre-Dame    | Baraigne                | Classé MH (1908)  | 43° 19′ 48″ nord, 1° 49′ 28″ est |       |
| Église Saint-Pierre-ès-Liens            | Belflou                 |                   | 43° 19′ 04″ nord, 1° 47′ 10″ est |       |
| Église Saint-Saturnin                   | Belpech                 | Classé MH (1906)  | 43° 11′ 54″ nord, 1° 45′ 09″ est |       |
| Église Saint-Jacques                    | Belvianes-et-Cavirac    | Inscrit MH (1948) | 42° 51′ 14″ nord, 2° 12′ 06″ est |       |
| Église Sainte-Eulalie                   | Bourigeole              |                   | 42° 59′ 20″ nord, 2° 08′ 01″ est |       |
| Église Saint-Julien et Sainte-Basilisse | Brugairolles            |                   | 43° 07′ 26″ nord, 2° 09′ 30″ est |       |
| Église Saint-Martin                     | Cailhavel               |                   | 43° 09′ 41″ nord, 2° 07′ 35″ est |       |
| Église de l'Assomption                  | Camps-sur-l'Agly        |                   | 42° 51′ 36″ nord, 2° 26′ 06″ est |       |
| Église Saint-Saturnin                   | Carcassonne             | Inscrit MH (1946) | 43° 13′ 00″ nord, 2° 17′ 11″ est |       |
| Église de l'Assomption                  | Castelreng              | Inscrit MH (1948) | 43° 01′ 40″ nord, 2° 08′ 16″ est |       |
| Église Sainte-Croix                     | Cumiès                  |                   | 43° 17′ 44″ nord, 1° 50′ 33″ est |       |
| Église Saint-Vincent                    | Douzens                 |                   | 43° 11′ 13″ nord, 2° 35′ 52″ est |       |
| Église Saint-Étienne                    | Gourvieille             |                   | 43° 20′ 23″ nord, 1° 46′ 54″ est |       |
| Église Saint-Cyr-et-Sainte-Julitte      | Greffeil                | Inscrit MH (1948) | 43° 04′ 43″ nord, 2° 22′ 37″ est |       |
| Église de l'Assomption                  | Issel                   |                   | 43° 22′ 04″ nord, 1° 59′ 24″ est |       |
| Église de la Nativité                   | Lafage                  |                   | 43° 10′ 27″ nord, 1° 51′ 40″ est |       |
| Église Saint-André                      | Lauraguel               |                   | 43° 05′ 56″ nord, 2° 10′ 28″ est |       |
| Église Notre-Dame                       | Loupia                  | Inscrit MH (1948) | 43° 03′ 46″ nord, 2° 06′ 44″ est |       |
| Église Saint-Julien-et-Sainte-Basilisse | Magrie                  |                   | 43° 01′ 42″ nord, 2° 12′ 00″ est |       |
| Église Saint-Ferréol                    | Malras                  |                   | 43° 03′ 47″ nord, 2° 10′ 22″ est |       |
| Église Saint-Pierre                     | Mayreville              |                   | 43° 14′ 22″ nord, 1° 50′ 27″ est |       |
| Église de l'Assomption                  | Mazerolles-du-Razès     | Inscrit MH (1948) | 43° 08′ 19″ nord, 2° 04′ 15″ est |       |
| Église de l'Assomption-de-Notre-Dame    | Molandier               | Inscrit MH (1948) | 43° 14′ 45″ nord, 1° 42′ 59″ est |       |
| Église Saint-Martin                     | Molleville              |                   | 43° 18′ 41″ nord, 1° 50′ 06″ est |       |
| Église de la Sainte-Vierge              | Montauriol              |                   | 43° 16′ 38″ nord, 1° 50′ 12″ est |       |
| Église Saint-Gaudéric                   | Montjardin              |                   | 42° 58′ 56″ nord, 2° 01′ 43″ est |       |
| Église de la Nativité                   | Niort-de-Sault          |                   | 42° 48′ 06″ nord, 2° 00′ 08″ est |       |
| Église de la Sainte-Vierge              | Payra-sur-l'Hers        | Classé MH (1932)  | 43° 15′ 59″ nord, 1° 51′ 18″ est |       |
| Église Saint-Michel                     | Pech-Luna               |                   | 43° 12′ 58″ nord, 1° 50′ 30″ est |       |
| Église Saint-Martin                     | Peyrefitte-sur-l'Hers   |                   | 43° 14′ 50″ nord, 1° 49′ 43″ est |       |
| Église Saints-Pierre-et-Paul            | Plaigne                 |                   | 43° 10′ 23″ nord, 1° 48′ 47″ est |       |
| Église Saint-Julien-et-Sainte-Basilisse | Quillan                 | Inscrit MH (1987) | 42° 53′ 29″ nord, 2° 09′ 13″ est |       |
| Église Saint-Nazaire-et-Saint-Celse     | Rennes-les-Bains        |                   | 42° 55′ 07″ nord, 2° 19′ 11″ est |       |
| Église de l'Assomption                  | Ribouisse               |                   | 43° 10′ 58″ nord, 1° 53′ 52″ est |       |
| Église Saint-Amans                      | Saint-Amans             |                   | 43° 13′ 41″ nord, 1° 53′ 11″ est |       |
| Église Saint-Ferréol                    | Saint-Ferriol           |                   | 42° 53′ 30″ nord, 2° 13′ 27″ est |       |
| Église Saint-Michel                     | Saint-Michel-de-Lanès   | Inscrit MH (2007) | 43° 19′ 29″ nord, 1° 45′ 35″ est |       |
| Église Saint-Paul-Ermite                | Saint-Paulet            |                   | 43° 24′ 23″ nord, 1° 52′ 40″ est |       |
| Église Sainte-Camelle                   | Sainte-Camelle          |                   | 43° 16′ 12″ nord, 1° 48′ 13″ est |       |
| Église Saint-Mathieu                    | Salles-sur-l'Hers       | Inscrit MH (1926) | 43° 17′ 36″ nord, 1° 47′ 13″ est |       |
| Église Saint-Martin                     | Soupex                  |                   | 43° 22′ 43″ nord, 1° 53′ 42″ est |       |
| Église Saint-Saturnin                   | Trassanel               |                   | 43° 20′ 45″ nord, 2° 26′ 12″ est |       |
| Église Saint-Martin                     | Villautou               |                   | 43° 09′ 35″ nord, 1° 49′ 56″ est |       |
| Église Saint-Vincent                    | Villefloure             |                   | 43° 07′ 28″ nord, 2° 22′ 53″ est |       |
| Église Saint-Félix                      | Villeneuve-lès-Montréal |                   | 43° 10′ 47″ nord, 2° 06′ 39″ est |       |